# Temple Guru Nanak Darbar de Gravesend
El Temple Guru Nanak Darbar de Gravesend (Anglaterra) és una gurdwara sikh que es troba en la ciutat britànica de Gravesend. La nova gurdwara va ser oberta al novembre de 2010 i va costar 15 milions de lliures esterlines construir-la i mantenir-la. Aquest temple, és la segona gurdwara existent a la ciutat de Gravesend, després del temple Guru Ravidass, situat al carrer Brandon. El temple és la gurdwara més gran de la ciutat anglesa de Gravesend, i és una de les gurdwares més grans del Regne Unit, el complex de la gurdwara, és una de les instal·lacions més grans d'aquest tipus que hi ha fora de l'Índia.
Dins del complex de la gurdwara, hi ha 3 sales d'oració i 2 menjadors comunitaris (langar). Prop del temple hi ha un edifici que s'utilitza per a les lliçons de llengua panyabi, que es diu escola de panjabi, i que és utilitzat pels ancians de la comunitat sij, com un centre de dia. També hi ha una sala d'esports que duu a terme diverses activitats tals com la boxa, el bàsquet i el karate. El terreny s'utilitza per a la pràctica dels esports a l'aire lliure i el futbol, i és utilitzat pel club de futbol Gravesend Guru Nanak Football Club.